# Emmanuel Chabrier
Alexis Emmanuel Chabrier (Ambert, (Puy-de-Dôme), 1841. január 18. – Párizs, 1894. szeptember 13.) francia zeneszerző és zongoraművész.
Bár elsősorban két zenekari művéről ismert (España és Joyeuse marche), jelentős operák (köztük a növekvő népszerűségű L'étoile – A csillag), dalok és zongoraművek is fűződnek a nevéhez. Ezek a darabok, bár számuk nem nagy, kitűnő színvonalúak. A komponistát olyan zeneszerzők csodálták, mint Debussy, Ravel, Richard Strauss, Satie, Schmitt, Sztravinszkij, illetve a Francia hatok csoportosulás tagjai. Sztravinszkij megidézi az Españat a Petruska című balettjében, Ravel pedig arról ír, hogy a Le Roi malgré Lui kezdő ütemei új irányt szabtak a harmonizálásnak francia földön. Francis Poulenc megírta a komponista életrajzát, és Richard Strauss vezényelte Chabrier befejezetlen operájának, a Briséïs-nek az első színpadi előadását.
Chabrier korának vezető íróival és festőivel is kapcsolatokat ápolt. Különösen jó barátja volt Claude Monet és Édouard Manet, és már akkor impresszionista képeket kezdett gyűjteni, amikor még ez a művészeti irányzat nem vált divattá. Magángyűjteményének több darabja ma a világ vezető múzeumaiban látható.

## Élete

### Gyermekkora Auvergne-ben
Alexis-Emmanuel Chabrier  Ambert-ben (Puy-de-Dôme), a közép-franciaországi Auvergne régióban fekvő városban született. Édesapja, Jean Chabrier ügyvéd volt, édesanyja, Marie-Anne-Evelina Durozay egy jómódú Vichy környéki család művelt, jó művészi érzékkel megáldott sarja. Fia minden bizonnyal tőle örökölte személyiségének lágyabb, érzékenyebb vonásait. Gyermekkori dadája Anne Delayre (akit Chabrier Nanine-nek nevezett) egész életében hű maradt hozzá. Zenei tanulmányait hatévesen kezdte, első kéziratban fennmaradt kompozíciói 1849-ben keletkezett zongoradarabok.
Családja 1852-ben Clermont-Ferrand-ba költözött, ő pedig jogi pályára készült. A  Lycée imperial-ban tanult, de zenei téren is képezte magát: Alexander Tarnowski-tól, egy lengyel származású komponista-hegedűművésztől vett elméleti és gyakorlati leckéket. Az ebből az időszakban származó, Le Scalp!!! című zongoradarabját később átírta (Marche des Cipayes - Szipoj induló).

### Párizs: egyetemista, majd hivatalnok
1856-ban a család Párizst választotta otthonául, és a fiatal Chabrier mindkét irányban folytatta komoly tanulmányait. Egy évet töltött el a Lycée Saint-Louis-ban, megszerezte a bachelor fokozatot, majd beiratkozott egy jogi iskolába, ahol 1861-ben diplomázott. Még az év október 29-én munkába állt a francia Ministre de l'Intérieur-ben (Belügyminisztérium). Emellett továbbra is szenvedélye volt a zene: az 1860-as években is komponált kisebb zongoraműveket. Ekkoriban kezdett érdeklődni Richard Wagner iránt, le is másolta a Tannhäuser zenekari szólamait.

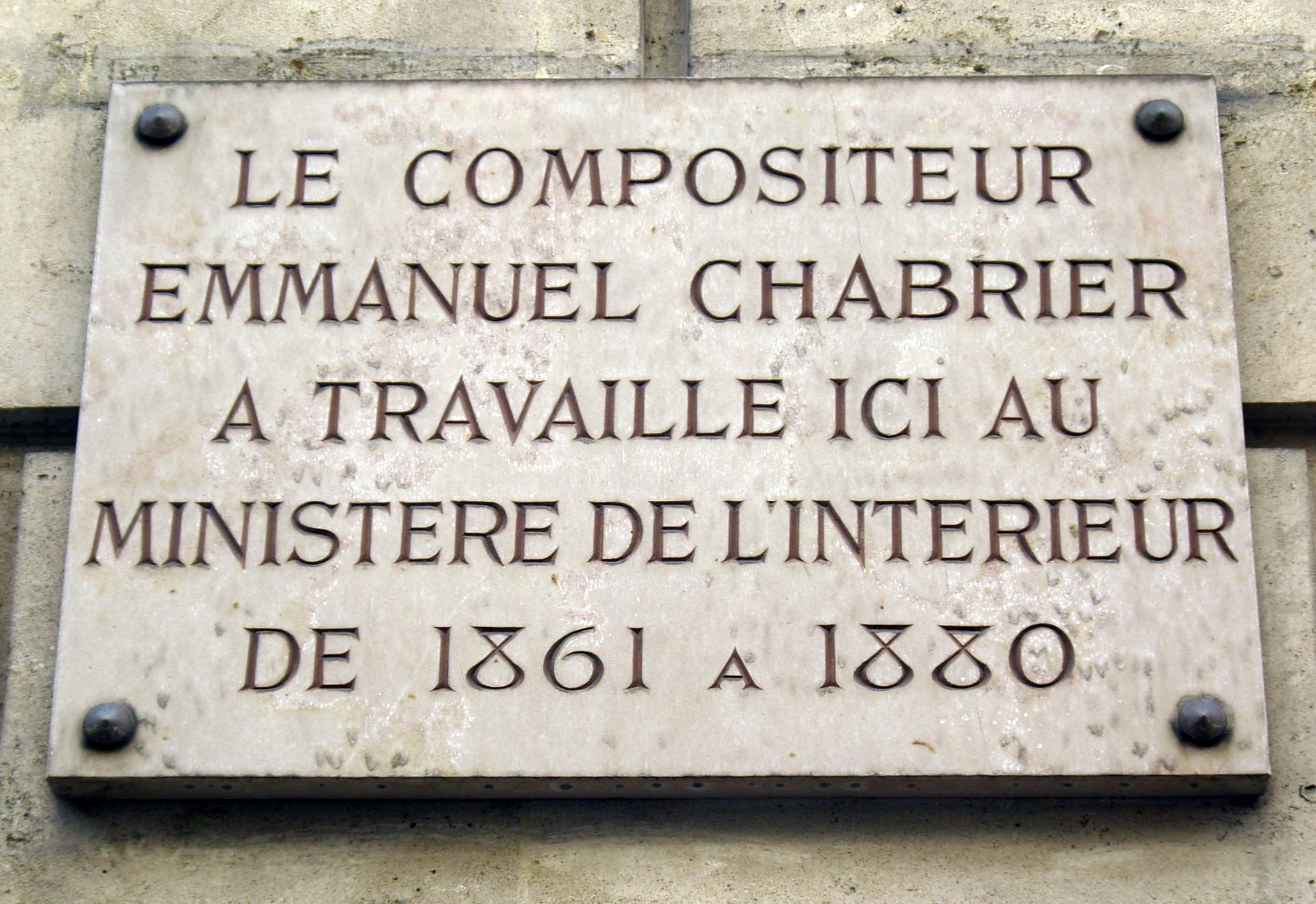
Emléktábla Chabrier-nak a francia Belügyminisztériumban töltött időszakáról.

1862-ben belépett a párizsi  parnasszisták körébe néhány kollégájával együtt. Érdekelte a költészet, és ez hosszú barátság alapja lett Paul Verlaine-nel, aki két korai operettjéhez írt librettót, de ezek befejezetlenül maradtak.
Több leírás maradt fenn Chabrier zongorajátékáról abból az időből. Sok évvel később d’Indy így írt: „Bár a karjai túl rövidek voltak, az ujjai túl vastagok, az egész megjelenése pedig kissé esetlen, a szépség és a kifejezőerő oly fokát érte el, amit csak nagyon kevés zongorista tudott felülmúlni - kivéve Liszt Ferencet és Anton Rubinsteint.” Renoir felesége, Chabrier jó barátja pedig ezt jegyezte fel: „Egy nap eljött Chabrier és eljátszotta nekem az Españaját. Úgy hangzott, mintha egy hurrikán szabadult volna el. Egyre csak verte a billentyűket. Az utca tele volt emberekkel, és megbabonázva hallgatták. Amikor Chabrier az utolsó robajló akkordokhoz ért, megfogadtam, hogy soha többé nem ülök a zongorához. Egyébként Chabrier több zongorahúrt is elszakított, és a zongorát használhatatlanná tette.”Alfred Bruneau azt írta, hogy „úgy zongorázott, ahogy sem eddig, sem ezután senki más.”
1869-ben Chabrier szülei néhány hónapon belül mindketten meghaltak. A francia-porosz háború (1870-1871) és a párizsi kommün idején folytatta hivatalnoki munkáját, miközben a minisztérium Tours-ból Bordeaux-ba, majd Versailles-ba költözött. 1873-ban feleségül vette Marie Alice Dejean-t. Három gyermekük született, de közülük egy kisgyermek korában  meghalt.

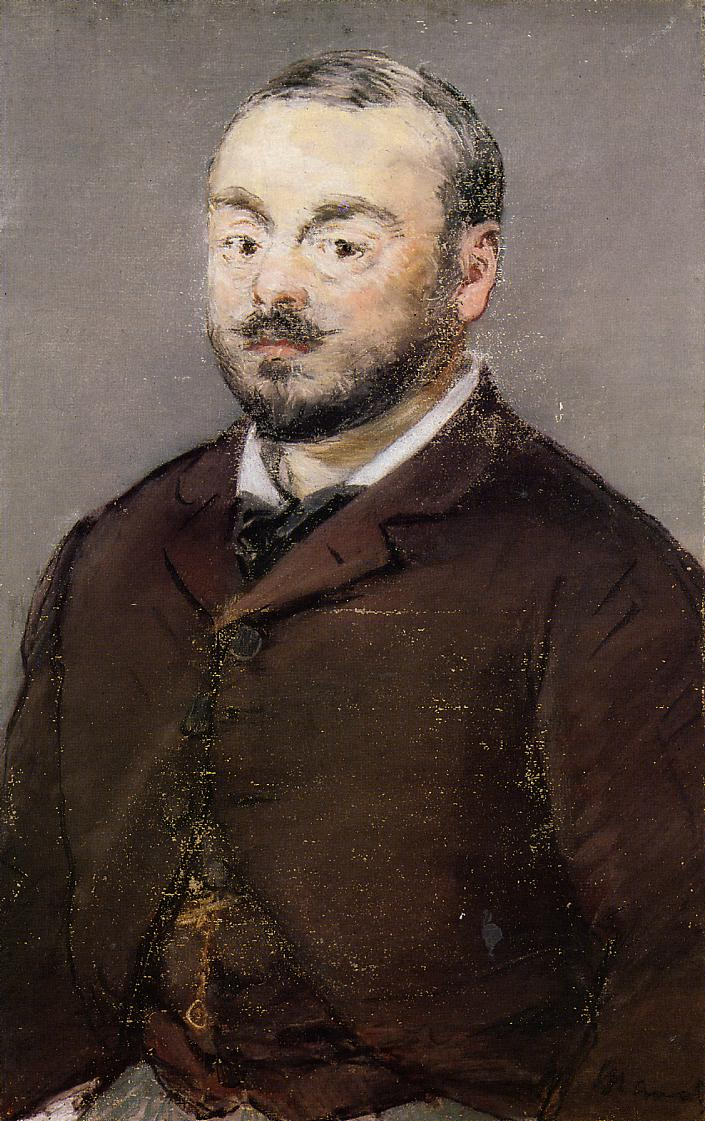
Emmanuel Chabrier, 1880, Édouard Manet festménye, Ordrupgaard Museum, Charlottenlund, Dánia.

### A zeneszerző
Chabrier párizsi avantgárd művészbarátai közé tartozott a muzsikus Gabriel Fauré, Ernest Chausson és Vincent d’Indy, illetve a festő Henri Fantin-Latour, Edgar Degas és Édouard Manet. Az ő „csütörtök”-estéiket szívesen látogatta a komponista, mint ahogy az irodalmi élet jeles alakjai:  Émile Zola, Alphonse Daudet, Jean Moréas, Jean Richepin, Auguste de Villiers de L’Isle-Adam és Stéphane Mallarmé is. 1879-ben egy müncheni útja alkalmával, Henri Duparc zeneszerző társaságában, fedezte fel Richard Wagner mesterművét, a Trisztán és Izoldát. Ez az élmény ébresztette rá valódi hivatására, a zeneszerzésre: 1880-ban otthagyta a minisztériumi állását. Abban az évben komponálta a Pièces pittoresques című zongoraciklusát, melynek Idylle tétele nagy hatással volt Francis Poulenc-re.
Chabrier belevetette magát Wagner partitúráiba, és fontos segítőtársa lett Charles Lamoureux-nek abban, hogy előkészítsék a német mester műveinek párizsi koncertszerű előadásait. 1882-ben Londonba, 1883-ban Brüsszelbe utazott. hogy meghallgassa Wagner tetralógiáját, A Nibelung gyűrűjét. Szilárd zeneszerzői személyisége, illetve alapvetően „francia” temperamentuma és érzékenysége folytán, viszont Wagnernek csupán a felszínen megragadható technikai megoldásaival kísérletezett, anélkül hogy elmélyedt volna az esztétikai és filozófiai mélységeiben.
1882-ben Spanyolországba utazott, és ennek az útnak a gyümölcse a híres España (1883): az ott hallott népi dallamoknak és saját képzeletének nagyszerű ötvözete. Barátja, Duparc szerint „ez a zenekari mű olyan új egyéni stílust képvisel, amely egyszer csak előjött a semmiből”. Más kortársai viszont sokkal leereszkedőbben ítélték meg.
Operáját, a Gwendoline-t, amely a viking kori Angliában játszódik, a Párizsi Opera visszautasította, viszont sikert aratott a brüsszeli La Monnaie színházban Henry Verdhurdt irányítása alatt, 1885-ben. Két előadás után azonban lekerült a színről, minthogy az impresszárió csődbe jutott. A nagy csalódás ellenére hamarosan egy új feladatot talált magának: a Le roi malgré lui-t, melynek partitúráját hat hónap alatt tető alá hozta. A balszerencse azonban most sem kerülte el: kedvező volt ugyan a fogadtatás, de a párizsi Opéra-Comique leégett a harmadik előadást követően. D'Indy úgy vélekedett, hogy Chabrier ebben a művében ontja a legszebb dallamokat, bírálta viszont a librettót, „amelyben folyton emberek jönnek be, amikor éppen ki kellene menniük, és fordítva”. Szerencsére, a belga tenorhoz Ernest van Dyck-hoz  és Felix Mottl karmesterhez fűződő barátsága folytán a lipcsei és müncheni színházigazgatók mindkét műve iránt érdeklődést mutattak, így Chabrier több jó hangulatú utat tett Németországba.
1888. július 13-án Chabrier-t a Francia Becsületrend lovagja címmel tüntették ki.

### Hanyatlása és utolsó évei

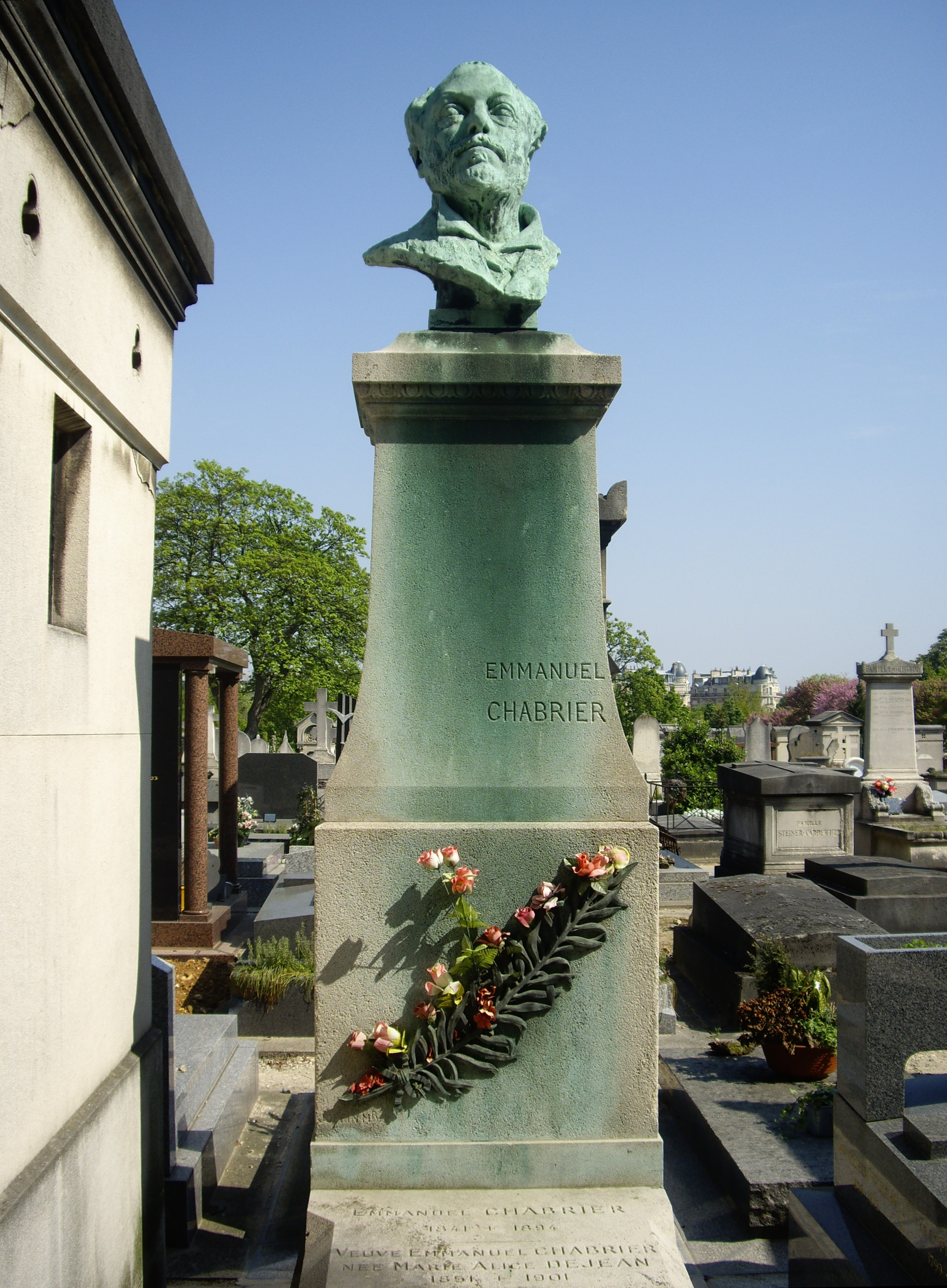
Emmanuel Chabrier sírja, a párizsi Montparnasse temetőben (9. parcella).

Utolsó éveiben Chabrier pénzügyi gondokkal küszködött, amelyet bankárjainak összeomlása okozott. Egészsége is megrendült, mivel szifilisze végső stádiumába jutott. Ezt csak súlyosbította a depresszió, mivel darabjait mellőzték a francia színpadokon. Szeretett dajkájának halála 1891 januárjában is mélyen lesújtotta. Megszállottan foglalkozott Briséïs című operájával, amelynek alapjául Goethe tragédiája szolgált, illetve Wagner zenéjének melódiai visszhangjai, de csak egy felvonást fejezett be. A Gwendoline premierjén, amelyre végre sor kerülhetett 1893 decemberében, a páholyban ülő beteg komponista nem tudta felfogni, hogy a taps neki szól. Még 1892-ben írta barátjának, Charles Lecocq-nak: „Soha más művész nem szerette inkább, és nem próbálta jobban tisztelni a zenét, mint én, de senki nem is szenvedett tőle annyit; és én örökké szenvedni fogok.”
Életének utolsó évében teljesen megbénult, és 53 éves korában, Párizsban meghalt. Bár kívánsága az volt, hogy Manet sírja közelébe temessék el, a Montparnasse temetőben helyezték örök nyugalomra.
Chabrier kápráztató harmóniai színeivel és zenekari műveinek előadásával vált híressé. Zongoradarabjai is eredetiek és nagyon szépek. Fennmaradt számos leveléből eleven képet alkothatunk karakteréről, eszményeiről és életéről.
Clermont-Ferrand zene-, tánc- és színművészeti konzervatóriuma az ő nevét viseli.

### Chabrier műgyűjteménye és Chabrier aképzőművészetben
Különös érdeklődésre tarthat számot Chabrier kapcsolata korának művészeivel, különösen az impresszionista festőkkel. Ő maga is több vezető művész alkotásának volt a tárgya.
Kortárs francia festőktől származó művek gazdag gyűjteményét hagyta maga után. Az 1896. március 26-án az Hôtel Drouot-ban tartott aukción a következő művek szerepeltek:
- Les Moissonneurs (Aratók), Paul Cezanne
- Un bar aux Folies Bergère (Bár a Folies Bergère-en), Édouard Manet
- Le Skating (Korcsolyázás),  Manet
- Polichinelle (Bohóc), Manet
- Les bords de la Seine (Szajna-part), Claude Monet
- Le parc Monceau (A Monceau park), Monet
- La fête nationale, rue du Faubourg-Saint-Denis (Nemzeti ünnep a Rue du Faubourg-Saint-Denis-n),  Monet
- La rue saint-Denis, fête du 30 juin 1878 (A Rue Saint-Denis, az 1878. június 30-i ünnepen), Monet
- Femme nue (Meztelen nő), Pierre-Auguste Renoir
- Canotier à Hampton Court (Szalmakalap Hampton Court-ban), Alfred Sisley
- La Seine au Point du Jour (A Szajna napkeltekor), Sisley

Chabrier is szerepelt  Edgar Degas képén (L'orchestre de l'Opéra, a proszcéniumpáholyban), Henri Fantin-Latour festményén (Autour du piano, a zongoránál), illetve Manet két portréján:
- Portrait de Chabrier (pasztell, 1880)
- Portrait de Chabrier (olaj, vászon, 1881)

James Tissot is készített róla ceruzarajzot (1861), Marcellin Desboutin egy portrét (1881 körül), Édouard Detaille egy rajzot (1887), Constantin Meunier pedig egy mellszobrot.

## Művei

### Operákésoperettek
- Jean Hunyade (Hunyadi János, opera), 1867, befejezetlen
- Le service obligatoire (Kötelező szolgálat, vígoperett), 1872, a partitúra elveszett
- Fisch-Ton-Kan (Fisch-Ton-Kan, opera buffa Paul Verlaine librettójára), 1863-64, befejezetlen
- L'étoile (A csillag, opera buffa. Librettó: Eugène Leterrier és Albert Vanloo), 1877
- Le Sabbat (A Szombat opéra comique), 1877, befejezetlen
- La Girondine (A girondista opera), 1878, elveszett
- Une éducation manquée (A hiányos neveltetés, operett. Librettó: Eugène Leterrier és Albert Vanloo), 1879
- Les muscadins (Az aranyifjak, opera), 1880, befejezetlen
- Gwendoline (Gwendoline, opera. Librettó: Catulle Mendès.), 1886
- Le roi malgré lui[17] (A botcsinálta király, opéra comique. Librettó: Émile de Najac és Paul Burani.), 1887
- Briséïs, or Les amants de Corinthe (Briséïs, avagy a korinthoszi szerelmesek, lírai dráma. Librettó: Éphraïm Mikhaël és Catulle Mendès), 1888-91, befejezetlen
- Vaucochard et fils 1er (Vaucochard és az elsőszülött fiú, operett), 1864, befejezetlen

### Zenekari művek
- Lamento (Panasz, 1875)
- Larghetto (Larghetto kürtre és zenekarra, 1875)
- España [18] (España, rapszódia zenekarra, 1883; a művet maga a zeneszerző is átírta két zongorára, de más szerzők zongoraátiratai is léteznek)
- Joyeuse marche (Vidám induló, 1888; a Prélude et marche française négykezes zongoradarab (1883/85) meghangszerelése).
- Suite pastorale (Pasztorál szvit, 1888, a zongorára írt Pièces pittoresques négy darabjának meghangszerelt változata)

### Zongoraművek
- Rêverie (Álmodozás, 1855)
- Julia, Op. 1 (Julia, nagy keringő, 1857)
- Le scalp!!! (A skalp!!!, 1861)
- Souvenirs de Brunehaut, (Brunehaut-i emlék, keringő, 1862)
- Marche des Cipayes (Szipoj induló, 1863)
- Suite des valses (Keringő szvit, 1872)
- Impromptu in C major (C-dúr impromptu, 1873)
- Pas redoublé (Cortège burlesque) for four hands (1881)
- Pièces pittoresques (Festői darabok, 10 kép zongorára, 1881)
- Trois valses romantiques (Három romantikus keringő, két zongorára, 1883) (Felix Mottl is meghangszerelte)
- Prélude et marche française for piano 4-hands (Előjáték és francia induló, 1883/85). A Prélude-öt Chabrier Prélude pastoral címen hangszerelte meg, a Marche française-t pedig, mint Joyeuse Marche-ot. (Mindkettőt 1888-ban; az utóbbit 1890-ben átdolgozta, szóló zongorára is átírta)
- Habanera[19] (Habanera, 1885, zenekari változata 1888-ban készült)
- Souvenirs de Munich, Quadrille on Favourite Themes from Tristan und Isolde for piano 4-hands (Müncheni emlék, négy kézre. Francia négyes a Trisztán és Izolda kedvelt témáira, 1885–86)
- Bourrée fantasque (Szeszélyes bourrée, 1891; zenekari változatok: Felix Mottl, 1898, Charles Koechlin, 1924, Robin Holloway (Chabrier elkezdett hangszerelésének befejezése), 1994)
- Cinq morceaux (Öt darab, posztumusz mű)

### Dalok
- Neuf mélodies: Couplets de Mariette, L'Enfant, Ronde gauloise, Le Sentier sombre, Lied, Chants d'oiseaux, Sérénade, Adieux à Suzon, Ah! petit démon!) (Kilenc dal: Mariette dala, A gyermek, Gall körtánc, A sötét ösvény, Dal, A madarak éneke, Szerenád, Búcsú Suzontól, Ó, kicsi démon!, 1862)
- Les lèvres closes (Csukott ajkak, 1867)
- L'invitation au voyage (Meghívás egy utazásra, 1870, Charles Baudelaire versére)
- Sérénade de Ruy Blas "À quoi bon entendre" (Ruy Blas szerenádja, 1873)
- Sommation irrespectueuse (Tiszteletlen összegzés, 1880, Victor Hugo versére)
- Tes yeux bleus (A Te kék szemeid, 1883)
- Credo d'amour (Szerelmi vallomás, 1883)
- Chanson pour Jeanne (Dal Jeanne-nak, 1886)
- Six mélodies: Ballade des gros dindons, Villanelle des petits canards, Les Cigales, Pastorale des cochons roses, L'Île heureuse, Toutes les fleurs) (Hat dal: A nagy pulykák balladája, A kiskacsák villanellája, A kabócák, A rózsaszín malacok pasztorálja, A boldog sziget, Minden virág, 1890)
- Lied. Nez au Vent (Dal. Csak előre, posztumusz)

### Egyéb vokális művek
- Cocodette et Cocorico. (Kotkodács és Kukurikú, komikus duett szopránra, tenorra és zenekarra, 1878)
- Monsieur et Madame Orchestre. (Zenekar úr és neje, komikus duett két szóló hangra, kórusra és zenekarra, 1877-79)
- La Sulamite. (Szulamit, lírai jelenet mezzoszopránra, női karra és zenekarra, 1884)
- Duo de l'ouvreuse de l'Opéra-Comique et de l'employé du Bon Marché (Az Opéra-Comique jegyszedőnőjének és a Bon Marché áruház alkalmazottjának duettje, 1888)
- À la musique (A muzsikához, szopránra, női karra és zenekarra vagy zongorára, 1890, Edmond Rostand versére)

## Mások művei Chabrier nyomán
- Verlaine szonettje: À Emmanuel Chabrier (Az Amour című kötetben, 1888)[20]
- Émile Waldteufel: España - Keringő Chabrier nyomán, Op. 236 (A zenei idézetek főleg az España-ból valók, de az Une éducation manquée egyik duója is felbukkan).
- Erik Satie: San Bernardo és Españaña című darabjai (1913) idézik az Españat (Az ajánlás Claude Debussy lányának, Chouchou-nak szól.)
- Maurice Ravel: A la manière de Chabrier ,1913. Ravel Siebel 2. felvonásbeli áriáját („Faîtes-lui mes aveux”) dolgozza fel Charles Gounod Faust-jából Chabrier stílusában.
- A Cotillon című balett (Monte Carlo, 1932) George Balanchine koreográfiájára Chabrier zenéjét használja fel: a „La toilette” a Menuet pompeux-t Vittorio Rieti hangszerelésében, a „Danse des chapeaux” a Scherzo-valse-ot, a „Les mains du destin” az Idylle-t, a „Grand rond” pedig a Danse villageoise-t Chabrier saját hangszerelésében.
- A Suite fantasque-ot (Divertissement en cinque tableaux – Divertimento öt képben, Párizs, 1948. január 16.), Jacques Etchevery koreográfiájával az Opéra-Comique vitte színre (beleszerkesztve a La bourée Fantasque-ot is).[21]

## Fordítás
Ez a szócikk részben vagy egészben  az   Emmanuel Chabrier című angol Wikipédia-szócikk ezen változatának fordításán alapul.  Az eredeti cikk szerkesztőit annak laptörténete sorolja fel. Ez a jelzés csupán a megfogalmazás eredetét és a szerzői jogokat jelzi, nem szolgál a cikkben szereplő információk forrásmegjelöléseként.